# Turó de Vallcodina
El Turó de Vallcodina és una muntanya de 337 metres que es troba al municipi de Corbera de Llobregat, a la comarca del Baix Llobregat.